# Eupithecia aequistriaria
Eupithecia aequistriaria là một loài bướm đêm trong họ Geometridae.